# Oleg Platonov
Oleg Vladimirovič Platonov (in russo Олег Владимирович Платонов?; Čeljabinsk, 27 giugno 1986) è un cosmonauta russo.
Nel 2018 è stato selezionato come cosmonauta del Gruppo 17 di Roscosmos. Nel 2025 è stato assegnato alla missione spaziale SpaceX Crew-11 durante la quale prenderà parte alla missione di lunga durata Expedition 73/74 sulla Stazione spaziale internazionale (ISS) la cui partenza è prevista per il 31 luglio 2025.

## Biografia

### Istruzione e carriera militare
Nel 2008 si laureò presso l'Istituto superiore di aviazione militare di Krasnodar, conseguendo la qualifica di ingegnere nella specialità "Gestione degli aeromobili e organizzazione del traffico aereo" e diventando un Tenente dell'Aeronautica militare russa. Dal 2008 al 2014 prestò servizio come pilota e poi pilota senior di uno squadrone di stanza nella città di Artëm nel Territorio del Litorale. Da febbraio 2014 fino alla selezione come candidato cosmonauta, servì come comandante di una sezione aerea di uno squadrone con il grado di maggiore, di nuovo ad Artëm. L'11 febbraio 2016 conseguì una laurea in "Amministrazione pubblica e municipale" presso l'Università federale dell'Estremo oriente. Durante la carriera militare accumulò più di 1700 ore di volo e pilotò gli aerei L-39, Su-27, Su-30 e Su-35S.

### Carriera di cosmonauta
Il 10 agosto 2018 la Commissione Interdipartimentale di Roscosmos lo selezionò come candidato cosmonauta del Gruppo cosmonauti Roscosmos 17. Il 16 novembre 2018 venne assegnato al Centro di addestramento cosmonauti Jurij Gagarin per iniziare l'addestramento generale dello spazio. Dopo due anni di addestramento, il 2 dicembre 2020, ricevette la qualifica di cosmonauta collaudatore.
Il 20 gennaio 2022 venne assegnato come ingegnere di bordo dell'Expedition 70. Al fine di svolgere le attività di sopravvivenza insieme agli altri membri dell'equipaggio, nel giugno 2022 Aleksej Ovčinin, Platonov e Tracy Caldwell Dyson presero parte all'addestramento di sopravvivenza sull'acqua presso Noginsk. A seguito della decisione di organizzare una missione sulla ISS con un cittadino della Bielorussia, i cosmonauti Ovčinin e Platonov vennero trasferiti all'Expedition 72, con partenza prevista nell'autunno 2024 sulla Sojuz MS-26, insieme a Donald Pettit. Il 15 agosto 2023 Roscosmos annunciò che la Commissione medica aveva raccomandato l'esclusione di Platonov dall'equipaggio di riserva della Sojuz MS-24 (Expedition 70/71) e quindi da quello principale della Sojuz MS-26. Successivamente, Platonov venne sostituito da Ivan Vagner nell'equipaggio della Sojuz MS-26.
Il 21 agosto 2024 Roscosmos annunciò che Platonov era stato assegnato all'Expedition 74, prevista per l'autunno 2025. Tra settembre 2024 e febbraio 2025 ricoprì il ruolo di riserva del cosmonauta Kirill Peskov nella SpaceX Crew-10. Il 7 febbraio 2025 Roscosmos lo assegnò ufficialmente come membro dell'equipaggio della SpaceX Crew-11, confermato dalla NASA il 27 marzo 2025.

#### SpaceX Crew-11 (Expedition 73/74)
Nel febbraio 2025 Platonov è stato assegnato come specialista di missione della missione SpaceX Crew-11 per partecipare alla missione di lunga durata Expedition 73/74. La partenza è prevista per il 31 luglio 2025 a bordo della Crew Dragon Endeavour da Kennedy Space Center.

## Vita privata
È sposato e ha un figlio. Nel tempo libero gli piace praticare sport e attività ricreative, tra cui addestramento subacqueo, sopravvivenza in natura e sport legati all'aviazione.
Dal 1999 al 2003 ha partecipato al club "Scuola dei giovani aviatori" presso il Centro di creatività per bambini e ragazzi del distretto metallurgico di Čeljabinsk. Dal 2000 al 2003 ha frequentato il club "Scuola dei giovani cosmonauti" intitolato a G. Titov presso l'Istituto superiore di aviazione militare e navigazione di Čeljabinsk.